# Droit à un procès équitable
Le droit au procès équitable est un droit fondamental.

## Droit américain
Aux États-Unis, les cinquième et quatorzième amendements de la Constitution des États-Unis garantissent le droit à un procès en bonne et due forme en vertu d'une application régulière de la loi (« due process of law »).

## Droit canadien
Le droit à un procès équitable est prévu par l'article 11d) de la Charte canadienne des droits et libertés.

### Droit québécois
En droit québécois, la Charte des droits et libertés de la personne contient une règle équivalente à l'art. 23 CDLP, qui donne le droit à une audition publique et impartiale.
En parallèle à cette disposition, l'article 9 (3) du Code de procédure civile oblige les tribunaux judiciaires à être impartiaux, tandis que les articles 2 et 12 (3°) de la Loi sur la justice administrative imposent aux tribunaux administratifs le devoir d'agir équitablement et d'apporter un secours équitable et impartial.

## Droit britannique etcommon law
L'idée d'un droit à un procès équitable est un principe connu du droit britannique et, même si on l'évoquait dès le chapitre 39 de la Magna Carta, qui affirme qu'un « homme libre » (ie qui n'est pas un serf) ne peut pas être arrêté, détenu en prison, privé de ses possessions et ses droits, déclaré hors la loi, banni, ou importuné, sauf jugement légitime de ses pairs ou les lois en vigueur du pays.
Certains disent que l'idée d'un droit au procès équitable n'est pas en ligne avec la notion de droit administratif, qui part du principe que l'État et ses serviteurs ont des droits et privilèges spéciaux contre les citoyens privés, et qui est rendu dans des tribunaux administratifs.
D'autres experts contestent que l'idée du droit au procès équitable de tradition romano-germanique et celle du due process of law anglo-saxon soient antagonistes et que leurs niveaux de protection du droit au juge divergeraient.

## Droit du Conseil de l'Europe
Il est notamment régi par l'article 6 de la Convention européenne des droits de l'homme.

« Toute personne a droit à ce que sa cause soit entendue équitablement, publiquement et dans un délai raisonnable, par un tribunal indépendant et impartial, établi par la loi, qui décidera, soit des contestations sur ses droits et obligations de caractère civil, soit du bien-fondé de toute accusation en matière pénale dirigée contre elle. Le jugement doit être rendu publiquement, mais l'accès de la salle d'audience peut être interdit à la presse et au public pendant la totalité ou une partie du procès dans l'intérêt de la moralité, de l'ordre public ou de la sécurité nationale dans une société démocratique, lorsque les intérêts des mineurs ou la protection de la vie privée des parties au procès l'exigent, ou dans la mesure jugée strictement nécessaire par le tribunal, lorsque dans des circonstances spéciales la publicité serait de nature à porter atteinte aux intérêts de la justice. »

— Convention européenne des droits de l'homme, article 6§1

## Autres instruments du droit international
Les articles 6 à 11 (et particulièrement l'article 9, concernant la détention arbitraire) de la Déclaration universelle des droits de l'homme, les articles 9, 14, et 15 du Pacte international relatif aux droits civils et politiques, et la première section (alinéa 5.15) du Document de la réunion de Copenhague de la Conférence sur la dimension humaine de la CSCE de l'Organisation pour la sécurité et la coopération en Europe, définissent les normes d'exercice de la justice, y compris un procès en bonne et due forme.